# Cvilin
Cvilin är ett samhälle i Bosnien och Hercegovina.   Det ligger i entiteten Federationen Bosnien och Hercegovina, i den sydöstra delen av landet, 50 km sydost om huvudstaden Sarajevo. Cvilin ligger 388 meter över havet och antalet invånare är 250.
Terrängen runt Cvilin är huvudsakligen kuperad. Cvilin ligger nere i en dal. Närmaste större samhälle är Goražde, 17,4 km nordost om Cvilin. 
Omgivningarna runt Cvilin är en mosaik av jordbruksmark och naturlig växtlighet. Runt Cvilin är det ganska tätbefolkat, med 70 invånare per kvadratkilometer.